# Giro del Friuli 1990
Il Giro del Friuli 1990, diciassettesima edizione della corsa, si svolse il 5 maggio 1990 su un percorso di 204 km, con partenza da Gemona del Friuli e arrivo a San Daniele del Friuli. La vittoria fu appannaggio del venezuelano Leonardo Sierra, che completò il percorso in 5h02'36", alla media di 40,449 km/h, precedendo lo svizzero Urs Zimmermann e l'italiano Claudio Chiappucci.

## Ordine d'arrivo (Top 10)
| Pos. | Corridore                 | Squadra      | Tempo    |
| ---- | ------------------------- | ------------ | -------- |
| 1    | Leonardo Sierra           | Selle Italia | 5h02'36" |
| 2    | Urs Zimmermann            | 7 Eleven     | a 0'02"  |
| 3    | Claudio Chiappucci        | Carrera      | a 0'52"  |
| 4    | Marco Lietti              | Ariostea     | s.t.     |
| 5    | Angelo Lecchi             | Del Tongo    | s.t.     |
| 6    | Pëtr Ugrjumov             | Alfa Lum     | s.t.     |
| 7    | Stefano Cattai            | Jolly Comp.  | s.t.     |
| 8    | Maurizio Vandelli         | Gis Gelati   | s.t.     |
| 9    | Mauro Antonio Santaromita | Chateau d'Ax | s.t.     |
| 10   | Enrico Zaina              | Carrera      | s.t.     |